# 1164 Kobolda
1164 Kobolda este un asteroid din centura principală, descoperit pe 19 martie 1930, de Karl Reinmuth.